# David Pleše
David Pleše (* 15. August 1983 in Slowenj Gradec) ist ein slowenischer Duathlet und Triathlet. Er ist nationaler Triathlon-Meister (2013) und Ironman-Sieger (2015).

## Werdegang
David Pleše ist seit 2004 als Triathlet aktiv.
Im Mai 2007 startete er in Ungarn bei der Duathlon-Weltmeisterschaft und belegte den 48. Rang.

### Langdistanz seit 2012
Im Juli 2013 wurde er slowenischer Triathlon-Meister auf der olympischen Distanz (1,5 km Schwimmen, 40 km Radfahren und 10 km Laufen).
In Klagenfurt erreichte David Pleše auf der Langdistanz im Juni 2014 mit neuer persönlicher Ironman-Bestzeit (8:02:54 h) wie schon im Vorjahr beim Ironman Austria den dritten Rang und in Zürich wurde er im Juli mit nur etwas mehr als einer Minute Rückstand Zweiter beim Ironman Switzerland.
Seit Anfang des Jahres 2015 startet er für das damals neu gegründete Bahrain Elite Endurance Triathlon Team, welches von Chris McCormack geleitet wird.

### Ironman-Sieg 2015
Im Oktober 2015 gewann Pleše mit neuem Streckenrekord den Ironman Barcelona – und damit sein erstes Ironman-Rennen.
2016 konnte er sich erneut für einen Startplatz beim Ironman Hawaii qualifizieren, zusammen mit sieben anderen Athleten aus seinem Team: Mit den beiden Titelverteidigern Daniela Ryf und Jan Frodeno, mit Jodie Swallow, Terenzo Bozzone, James Cunnama, Brent McMahon und Ben Hoffman. Er belegte den 17. Rang.
Im Juli 2018 wurde der damals 34-Jährige Zweiter beim Ironman Switzerland.

## Sportliche Erfolge
| Datum/Jahr    | Rang | Wettbewerb                               | Austragungsort | Zeit     | Bemerkung |
| ------------- | ---- | ---------------------------------------- | -------------- | -------- | --- |
| 10. Okt. 2020 | 1    | Zadar Half                               | Zadar          |          | Mitteldistanz |
| 25. Nov. 2017 | 10   | Ironman 70.3 Bahrain                     | Manama         | 03:54:07 | |
| 27. Jan. 2017 | 5    | Ironman 70.3 Dubai                       | Dubai          | 03:46:04 | Mitteldistanz |
| 5. Dez. 2015  | 4    | Ironman 70.3 Bahrain                     | Manama         | 03:15:24 | drittes Rennen der „Challenge Triple-Crown-Serie“ – das Rennen musste witterungsbedingt als Duathlon ausgetragen werden |
| 9. Mai 2015   | 9    | Ironman 70.3 Mallorca                    | Alcúdia        | 04:06:02 | |
| 5. Apr. 2015  | 4    | Ironman 70.3 Putrajaya                   | Putrajaya      | 04:21:50 | |
| 27. Feb. 2015 | 28   | Challenge Dubai                          | Dubai          | 03:59:55 | beim ersten Rennen der „Challenge Triple-Crown-Serie“                                                                   |
| 1. Sep. 2013  | 8    | Ironman 70.3 Salzburg                    | Zell am See    | 03:57:03 | |
| 7. Juli 2013  | 1    | SLO Triathlon National Championships     | Velenje        | 01:49:15 | |
| 8. Juli 2006  | 51   | ETU Triathlon U23 European Championships | Rijeka         | 02:04:13 | Triathlon-Europameisterschaft U23                                                                                       |

| Datum/Jahr    | Rang | Wettbewerb           | Austragungsort | Zeit     | Bemerkung                                                                             |
| ------------- | ---- | -------------------- | -------------- | -------- | ------------------------------------------------------------------------------------- |
| 5. Sep. 2021  | 5    | Ironman Switzerland  | Thun           | 07:54:31 | persönliche Ironman-Bestzeit                                                          |
| 7. Juli 2019  | 3    | Ironman Austria      | Klagenfurt     | 08:25:59 |                                                                                       |
| 13. Okt. 2018 | 21   | Ironman Hawaii       | Hawaii         | 08:23:33 |                                                                                       |
| 29. Juli 2018 | 2    | Ironman Switzerland  | Zürich         |          |                                                                                       |
| 22. Apr. 2017 | 8    | Ironman Texas        | The Woodlands  | 08:05:08 |                                                                                       |
| 8. Okt. 2016  | 17   | Ironman Hawaii       | Hawaii         | 08:32:05 | Ironman World Championship                                                            |
| 24. Juli 2016 | 5    | Ironman Switzerland  | Zürich         | 08:36:50 |                                                                                       |
| 26. Juni 2016 | DSQ  | Ironman Austria      | Klagenfurt     | –        | Pleše beendete das Rennen an fünfter Stelle, wurde aber nachträglich disqualifiziert. |
| 15. Nov. 2015 | 8    | Ironman Arizona      | Tempe          | 08:17:06 |                                                                                       |
| 4. Okt. 2015  | 1    | Ironman Barcelona    | Calella        | 08:02:21 | Sieg mit neuem Streckenrekord und persönlicher Ironman-Bestzeit                       |
| 28. Juni 2015 | 4    | Ironman Austria      | Klagenfurt     | 08:12:31 |                                                                                       |
| 29. März 2015 | 17   | Ironman South Africa | Port Elizabeth | 09:04:55 |                                                                                       |
| 27. Juli 2014 | 2    | Ironman Switzerland  | Zürich         | 08:34:13 |                                                                                       |
| 6. Juli 2014  | 6    | Ironman Germany      | Frankfurt      | 08:21:04 | Europameisterschaft                                                                   |
| 29. Juni 2014 | 3    | Ironman Austria      | Klagenfurt     | 08:02:54 | [ 6 ]                                                                                 |
| 12. Okt. 2013 | 48   | Ironman Hawaii       | Hawaii         | 09:00:59 |                                                                                       |
| 17. Aug. 2013 | 2    | Ironman Sweden       | Kalmar         | 08:22:01 |                                                                                       |
| 28. Juli 2013 | 7    | Ironman Switzerland  | Zürich         | 08:57:16 |                                                                                       |
| 30. Juni 2013 | 3    | Ironman Austria      | Klagenfurt     | 08:19:13 |                                                                                       |
| 3. Nov. 2012  | 4    | Ironman Florida      | Panama City    | 08:14    |                                                                                       |
| 1. Juli 2012  | 5    | Ironman Austria      | Klagenfurt     | 08:30:47 |                                                                                       |

| Datum/Jahr   | Rang | Wettbewerb                       | Austragungsort | Zeit     | Bemerkung |
| ------------ | ---- | -------------------------------- | -------------- | -------- | --------- |
| 20. Mai 2007 | 48   | ITU Duathlon World Championships | Győr           | 01:48:11 |           |

(DSQ – Disqualifiziert; DNF – Did Not Finish)